# Team Qhubeka NextHash/2021
Deze pagina geeft een overzicht van de UCI World Tour wielerploeg Team Qhubeka NextHash in 2021 die tot de Ronde van Frankrijk 2021 als Team Qhubeka-ASSOS uitkwam.

## Algemeen
Algemeen directeur: Douglas Ryder
Teammanager: Lars Michaelsen
Ploegleiders: Gabriele Massaglia, Hendrik Redant, Alexandre Sans Vega, Gino Vanoudenhove, Aert Vierhouten
Fietsmerk: BMC
Wielen: Enve
Volgwagens: Mercedes-Benz

## Renners
| Naam                        | Geboortedatum | Nationaliteit       | Ploeg 2020                     |
| --------------------------- | ------------- | ------------------- | ------------------------------ |
| Sander Armée                | 10-12-1985    | België              | Lotto Soudal                   |
| Fabio Aru                   | 03-07-1990    | Italië              | UAE Team Emirates              |
| Carlos Barbero              | 29-04-1991    | Spanje              |                                |
| Sean Bennett                | 31-03-1996    | Verenigde Staten    | EF Education First Pro Cycling |
| Connor Brown                | 06-08-1998    | Nieuw-Zeeland       | NTT Continental Cycling Team   |
| Victor Campenaerts          | 28-10-1991    | België              |                                |
| Dimitri Claeys              | 18-06-1987    | België              | Cofidis                        |
| Simon Clarke                | 18-07-1986    | Australië           | EF Education First Pro Cycling |
| Nicholas Dlamini            | 12-08-1995    | Zuid-Afrika         |                                |
| Kilian Frankiny             | 26-01-1994    | Zwitserland         | Groupama-FDJ                   |
| Michael Gogl                | 04-11-1993    | Oostenrijk          |                                |
| Lasse Norman Hansen         | 11-02-1992    | Denemarken          | Alpecin-Fenix                  |
| Sergio Henao                | 10-12-1987    | Colombia            | UAE Team Emirates              |
| Reinardt Janse van Rensburg | 03-02-1989    | Zuid-Afrika         |                                |
| Bert-Jan Lindeman           | 16-06-1989    | Nederland           | Team Jumbo-Visma               |
| Giacomo Nizzolo             | 30-01-1989    | Italië              |                                |
| Matteo Pelucchi             | 21-01-1989    | Italië              | Bardiani-CSF-Faizanè           |
| Robert Power                | 11-05-1995    | Australië           | Team Sunweb                    |
| Domenico Pozzovivo          | 30-11-1982    | Italië              |                                |
| Mauro Schmid                | 04-12-1999    | Zwitserland         | Leopard Pro Cycling            |
| Andreas Stokbro             | 08-04-1997    | Denemarken          |                                |
| Dylan Sunderland            | 26-02-1996    | Australië           |                                |
| Harry Tanfield              | 17-11-1994    | Verenigd Koninkrijk | AG2R La Mondiale               |
| Karel Vacek                 | 09-09-2000    | Tsjechië            | Team Colpack Ballan            |
| Emil Vinjebo                | 24-03-1994    | Denemarken          | Riwal Securitas Cycling Team   |
| Max Walscheid               | 13-06-1993    | Duitsland           |                                |
| Łukasz Wiśniowski           | 07-12-1991    | Polen               | CCC Team                       |

### Vertrokken
| Naam                   | Geboortedatum | Nationaliteit    | Ploeg 2021                         |
| ---------------------- | ------------- | ---------------- | ---------------------------------- |
| Samuele Battistella    | 14-11-1998    | Italië           | Astana-Premier Tech                |
| Michael Carbel         | 07-02-1995    | Denemarken       | gestopt                            |
| Stefan de Bod          | 17-11-1996    | Zuid-Afrika      | Astana-Premier Tech                |
| Benjamin Dyball        | 20-04-1989    | Australië        | Team UKYO                          |
| Enrico Gasparotto      | 22-03-1982    | Zwitserland      | gestopt                            |
| Amanuel Gebreigzabhier | 17-08-1994    | Eritrea          | Trek-Segafredo                     |
| Ryan Gibbons           | 13-08-1994    | Zuid-Afrika      | UAE Team Emirates                  |
| Edvald Boasson Hagen   | 17-05-1987    | Noorwegen        | Total Direct Energie               |
| Shotaro Iribe          | 01-08-1989    | Japan            | onbekend                           |
| Benjamin King          | 22-03-1989    | Verenigde Staten | Rally Cycling                      |
| Roman Kreuziger        | 06-05-1986    | Tsjechië         | Gazprom-RusVelo                    |
| Gino Mäder             | 04-01-1997    | Zwitserland      | Bahrain-Victorious                 |
| Louis Meintjes         | 21-02-1992    | Zuid-Afrika      | Intermarché-Wanty-Gobert Matériaux |
| Ben O'Connor           | 25-11-1995    | Australië        | AG2R-Citroën                       |
| Matteo Sobrero         | 14-05-1997    | Italië           | Astana-Premier Tech                |
| Jay Robert Thomson     | 05-12-1986    | Zuid-Afrika      | gestopt                            |
| Rasmus Tiller          | 08-07-1996    | Noorwegen        | Uno-X Pro Cycling Team             |
| Michael Valgren        | 07-02-1992    | Denemarken       | EF Education-Nippo                 |
| Danilo Wyss            | 26-08-1985    | Zwitserland      | gestopt                            |

## Overwinningen
| Clásica de Almería Giacomo Nizzolo Ronde van Italië 11e etappe: Mauro Schmid 13e etappe: Giacomo Nizzolo 15e etappe: Victor Campenaerts Circuito de Getxo Giacomo Nizzolo |

2007 · 2008 · 2009 · 2010 · 2011 · 2012 · 2013 · 2014 · 2015 · 2016 · 2017 · 2018 · 2019 · 2020 · 2021
AG2R-Citroën · Astana-Premier Tech · Bahrain-Victorious · BORA-hansgrohe · Cofidis, Solutions Crédits · Deceuninck–Quick-Step · EF Education-Nippo · Groupama-FDJ · INEOS Grenadiers · Intermarché-Wanty-Gobert Matériaux · Israel Start-Up Nation · Lotto Soudal · Movistar Team · Team BikeExchange · Team DSM · Team Jumbo-Visma · Team Qhubeka NextHash · Trek-Segafredo · UAE Team Emirates